# Lepidolit

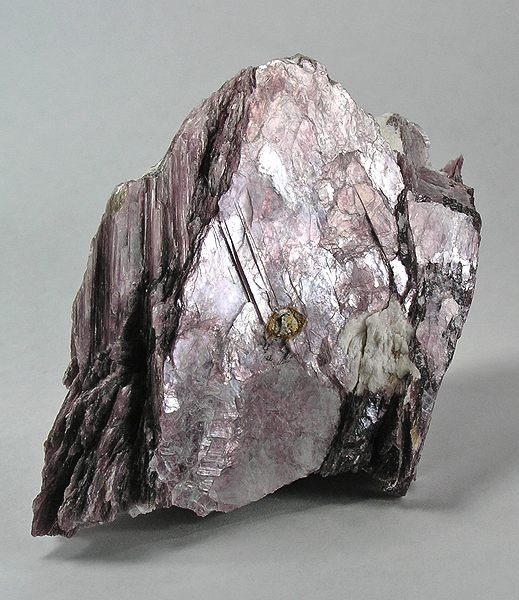
Ukázka elastických šupinkovitých krystalů lepidolitu

Lepidolit se řadí mezi světlé slídy. Vyskytuje se v pegmatitových žilách s vysokým obsahem lithia. Název je odvozen z  řeckých slov lepis (šupina)  a lithos ( kámen). 

## Historie
Minerál objevil jezuitský přírodovědec Nikolaus Poda von Neuhaus (1723-1798), ale poprvé jej  popsal  německý chemik Martin Heinrich Klaproth  v roce 1792 na české lokalitě Hradisko u Rožné.

## Využití
Těžil se jako důležitá surovina kovu lithia, někdy se z něj získává i cesium. Získávání lithia ze slíd je technicky velmi náročné, proto je v současnosti většina získávána těžbou solanek a méně petalitu či spodumenu. S rozmachem elektromobilů však nastává vážný problém se zdroji a nově se uvažuje především o získávání lithia ze slídy cinvalditu, který se vyskytuje ve velkém množství v greisenech. Těžba lepidolitu je problematická, protože se vyskytuje v pegmatitech, které jsou pro průmyslovou těžbu zpravidla příliš malé.

## Výskyt

### Česká republika
V České republice se lepidolit převážně vyskytuje v Kraji Vysočina v okolí Rožné, Dobré Vody, Jeclova, Puklic, Laštoviček a v kraji Jihočeském v okolí Nové Vsi u Křemže, Dolních Chrášťan nebo Lhenic.

### Svět
Jeho hlavními světovými nalezišti jsou Penig v Sasku, Alabaška na Uralu a Hebron ve státě Maine (USA). Významné lokality jsou též ve Švédsku, na Madagaskaru, v oblasti Karibib v jihozápadní Africe (Namibie) a v  Minas Gerais v Brazílii.

## Podobné minerály
- cinvaldit

### Doprovodné nerosty
- rubelit
- elbait
- spodumen
- amblygonit
- petalit
- kasiterit